# Angband (Band)

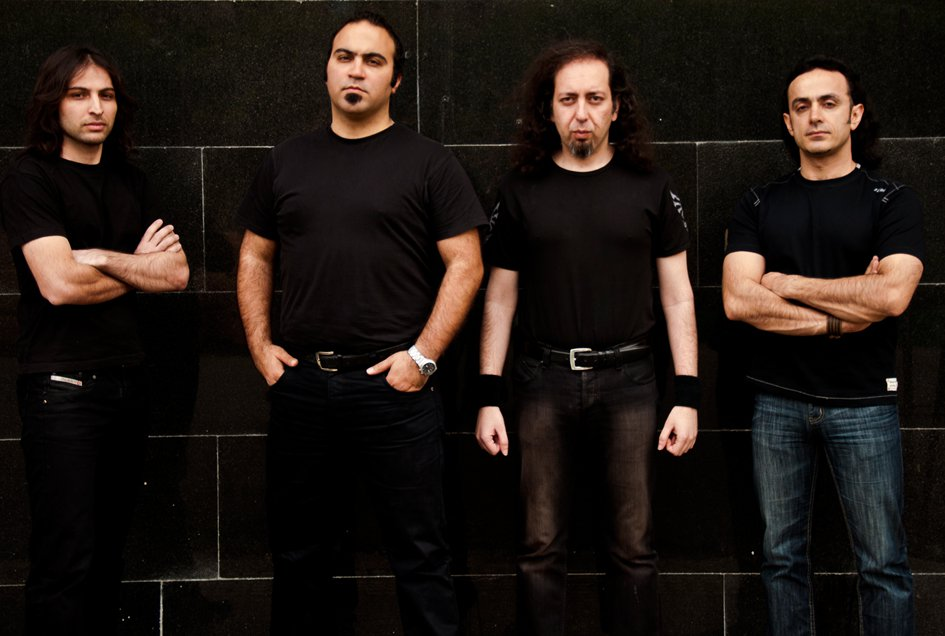
Angband (2011)

Angband ist eine Power-/Progressive-Metal-Band aus dem Iran. Der Name ist angelehnt an Angband, einen von J. R. R. Tolkien erdachten Ort auf dem fiktiven Kontinent Mittelerde.

## Geschichte
Gegründet wurde Angband im Jahr 2004 in der Landeshauptstadt Teheran, von Mahyar Dean, einem klassisch ausgebildeten Musiker und Autor von Büchern über die US-Bands Death und Testament.
Im Vergleich zu Pendants aus der westlichen Welt stehen bzw. standen Angband vor dem Problem, dass ihre Musik nicht grundsätzlich anerkannt ist und sie wahlweise als Halāl oder Harām angesehen wird – und einer relativ toleranten Zeit unter Präsident Mohammad Chatami eine vergleichsweise repressive Phase unter Mahmud Ahmadineschad folgte. Dennoch gelang es Angband offiziell als erster iranischer Metalband, 2008 für ihr Debütalbum Rising from Apadana einen weltweiten Vertrag zu unterzeichnen, genauer mit dem erst zwei Jahre zuvor gegründeten deutschen Musiklabel Pure Steel Records aus dem sächsischen Schwarzenberg.

## Stil
Beim Debütalbum dominierte „eher traditionell gehaltener Metal“ und Vergleiche der Plattenfirma mit den US-Koryphäen Iced Earth bzw. Nevermore seien „jetzt nicht völlig aus der Luft gegriffen“, konstatierte stormbringer.at. In einer Vorabmeldung zum Debütalbum warf das US-Onlinemagazin Brave Words neben Iced Earth auch Depressive Age und Anacrusis als Referenzen ein.
Anlässlich des dritten Albums Saved from the Truth wies Crossfire darauf hin, dass die Bongos im Instrumental von „Persia“ zwar ansatzweise die Herkunft, die sie nicht verleugnen wollten, anzeigten, sich die Band „sonst aber auf Metal der westlichen Welt“ konzentriere. Dennoch lasse speziell der Sänger Erinnerungen an die türkische Heavy-Metal-Band Mezarkabul aufkommen und auch die Musiker würden diese Anmutung teilweise durch ihr Spiel rechtfertigen.

## Rezeption
Das Debütalbum sei ein „wohltuend kauziges, eher traditionell gehaltenes Metal Album“, urteilte stormbringer.at und sollte wegen der „immer wieder zur Schau getragenen progressiven Einschübe gehört werden“. Die Vergleiche mit den Vorbildern Iced Earth und Nevermore seien grundsätzlich in Ordnung, gleichwohl sei es bis zu deren Klasse und deren songschreiberischem Vermögen noch ein weiter Weg.
Beim Zweitwerk Visions from the Seeker wurde von metal1.info ein „dünner Sound und ein zu bemühtes Songwriting“ kritisiert. Beim dritten Album wären die Soundprobleme zwar noch immer existent, doch das Songwriting zeige sich verbessert. Mit Bedauern wurde angemerkt, dass „die Songs eine rein westliche Orientierung aufweisen und die Traditionen des nahen Ostens nicht musikalisch einfangen“.
Angband würden es nicht nur wegen ihres Exotenstatus verdienen, angetestet zu werden, ist sich Joxe Schaefer von Crossfire sicher, denn z. B. „für das geile wie einfache Riff von „Fearless Dream“ würden andere töten“.

## Diskografie
Alben
- 2008: Rising from Apadana (Pure Steel Records)
- 2010: Visions of the Seeker (Pure Steel Records)
- 2012: Saved from the Truth (Pure Underground Records)
- 2020: IV (Pure Underground Records)[9]